# العيص
العيص هي مدينة سعودية والمركز الإداري لمحافظة العيص التابعة لمنطقة المدينة المنورة، بالمملكة العربية السعودية.

## معنى العيص في المعاجم اللغوية
كلمة «العِيْص» لها معانٍ كثيرة في المعجمات العربية حيث قال عنها:
- ابن منظور في اللسان في مادة عوصة

- «إن العوص تعني ضد الإمكان واليسر ويقال اعتاص عليه الأمر إذا التاث عليه أمره فلم يهتد لجهة الصواب، كما ذكر أن العيص أصول الشجر، وقد تأتي بمعنى الجدب والحاجة».
- قال صاحب التاج :

- «إن العيص معناها النفس وقيل الحركة والقوة وهي بمعنى صبور، وعيص بمعنى صدق».
- قال عنها ياقوت الحموي في معجمه:

- «العيصان تسمية للعيص وهو منبت خيار الشجر مثل السدر والعوسج إذا تدانى والتف ولكن في هذا الموضع كلمة العيص تعنى الشجر الملتف النابت بعضه في أصول بعض، ويكون من خيار الأشجار مثل السدر والسلم والعوسج والأذخر وغيرها. وهذا المعنى يردده أهل المنطقة حيث يسمون واديهم بوادي الهيش أي الغابة، وأيد هذا المعنى صاحب اللسان والزبيدي في التاج وياقوت الحموي في معجم البلدان».

## التاريخ
حظيت العيص بشهرة تاريخية كبيرة لذكرها في كتب السيرة، حيث تتابعت إليها السرايا والغزوات التي كان يبعثها رسول الله ـ ﷺ ـ لملاقاة عير قريش قربها في الطريق الذي كانت تسلكه قادمة من الشام، وذلك للرد على محاربتها للإسلام وإيذائها للمسلمين، ومن أشهر هذه السرايا؛ سرية حمزة بن عبد المطلب، وهي أول سرية في الإسلام التي كانت مكونة من ثلاثين رجلاً، وقد بعثها الرسول في الشهر السابع من السنة الأولى للهجرة، لملاقاة عير قريش الراجعين بتجارة قريش من الشام، وكانوا ثلاثمئة رجلٍ بقيادة أبي جهل، وقد تدخل مجدي بن عمرو الجهني من زعماء قبائل العيص للمهادنة بين الفريقين، وجاء ذكرها في مختصر سيرة الرسول للشيخ محمد بن عبد الوهاب، وسرية زيد بن حارثة في شهر جمادى الأولى من السنة الأولى للهجرة، وتمكن فيها المسلمون - وكان عددهم مئة وسبعين رجلاً - من أسر كثيرين ممن كانوا في العير، وقد ذكرها ابن سعد في «الطبقات الكبرى».
وقال «صاحب التاج» : إن العيص معناها النفس وقيل الحركة والقوة وهي بمعنى صبور، وعيص بمعنى صدق، وقال عنها «ياقوت الحموي» في معجمه: «العيصان تسمية للعيص وهو منبت خيار الشجر مثل السدر والعوسج إذا تدانى والتف» ولكن في هذا الموضع كلمة العيص تعنى الشجر الملتف النابت بعضه في أصول بعض، ويكون من خيار الأشجار مثل السدر والسلم والعوسج والأذخر وغيرها». وهذا المعنى يردده أهل المنطقة حيث يسمون واديهم بوادي الهيش أي الغابة، وأيد هذا المعنى صاحب اللسان والزبيدي في التاج.

## النشاط البركاني
في شهر مايو من العام 2009 تتعرض مدينة العيص لسلسلة من الهزات الأرضية وصلت قوة أحدها 5.7درجات على مقياس ريختر، بسبب تجدد النشاط البركاني في حرة الشاقة(لونيير) ووصلت الهزات الأرضية خلال شهر إلى أكثر من 3000 هزة، منها 30 بمقدار 3.7 بمقياس ريختر، شعر المواطنون بـ15 هزة منها فقط، وكانت السلطات قد بدأت منذ يوم الثلاثاء 19مايو 2009 بإخلاء إجباري لـمحيط 20 كيلومترا حول مركز بركان العيص من السكان وما زالت المنطقة خاليه من السكان إلى تاريخ 27 يونيو 2009 إلى أجل غير مسمى بسب أستمرار الهزات الأرضية بصفه متكرره وبمعدل 4 إلى 5 هزات يومياً وتتراوح قوتها من 3.5 إلى 4 درجات بمقياس رختر. كما أن العيص تعتبر ضمن المناطق الموجودة ضمن الحزام الزلزالي في المنطقة.